# Alekséi Vólkov (ayuda de cámara)
Alexei Andréyevich Vólkov (en ruso: Алексей Андреевич Волков; 1859, p. Stary Yuryev, provincia de Tambov-27 de febrero de 1929, Tartu, Estonia) fue ayuda de cámara de la emperatriz Alejandra Fiódorovna Románova. Después de la abdicación de Nicolás II, siguió voluntariamente a la familia real al exilio. La Cheka le arrestó en Ekaterimburgo. Fue condenado a ejecución en Perm como rehén durante el Terror Rojo, pero logró escapar. Prestó testimonio en el caso del asesinato de la familia real. Huyó de Rusia y escribió sus memorias.

## Biografía
De humilde familia campesina, fue reclutado en el Ejército Imperial Ruso, primero en el Regimiento Pavlovski de Salvavidas, y luego, en el Batallón de Guardias Consolidados. En 1884, en Peterhof, como suboficial superior del batallón, enseñó formación militar al heredero Nicolás Alejandrovich, el futuro Nicolás II. En el otoño de 1886, después de cinco años de servicio en el Ejército, entró al servicio del ayuda de guardarropa del gran duque Pablo Alejandrovich. 
Como parte del servicio personal de Pablo Alejandrovich, estuvo presente en el compromiso en la primavera de 1894 en Coburgo del futuro emperador Nicolás II con la princesa Alicia de Hesse-Darmstadt; cuando se anunció la boda del hermano de la princesa Alicia, el duque Ernesto Luis de Hesse y oficialmente Nicolás Alejandrovich y los grandes duques asistieron a la boda como invitados, el heredero del trono ruso fue a Alemania también para pedir la mano y el corazón de su amada. Durante su estadía en Coburgo, Volkov conoció personalmente a la futura emperatriz cuando le entregó un costoso regalo de Pablo Alejandrovich.  
Después de que Pablo Alejandrovich enviudó y, contrariamente a la voluntad real, se volvió a casar en un matrimonio morganático, Nicolás II lo privó del apoyo estatal, los rangos militares y otras cosas. Tuvo que disolver su propia corte de gran duque y Volkov perdió su cargo, mientras que se le asignó una pensión de 25 rublos al mes y se le proporcionó un local estatal en San Petersburgo en la calle Alekseevskaya como residencia. Pronto, bajo el patrocinio del gran duque Sergio Alejandrovich, Volkov fue nuevamente aceptado al servicio del departamento de la corte por el Vice-Hoff-Fourier de Nicolás II.  
Después de que Nicolás II aceptara el cargo de Comandante en Jefe Supremo durante la Primera Guerra Mundial y pasara la mayor parte de su tiempo en Mogilev en el Cuartel General, Volkov fue designado para servir como ayuda de cámara de la esposa del soberano, Alejandra Fiodorovna. Era el sirviente personal de la zarina y empujaba su silla de ruedas, que ella usaba durante sus ataques crónicos de ciática. Refutando los rumores sobre las conexiones de Grigori Rasputín con la emperatriz, Volkov recordó que durante todo el tiempo de su servicio personal con Alejandra Fiodorovna, cuando ningún visitante podía ir a la emperatriz sin avisar a su ayuda de cámara, Rasputin la visitó solo unas pocas veces, y cada vez en presencia del zar o de los niños, y sus visitas no duraron más de 10 minutos.  
Según las memorias del propio Volkov, en el invierno de 1916-1917, cuando Alexander Protopopov fue Ministro del Interior del Imperio Ruso, Volkov fue el enlace entre Protopopov y la emperatriz, a quien Protopopov transmitió mensajes telefónicos secretos desde Petrogrado a Tsarskoe Selo sobre el estado de las cosas en la capital. Volkov recibía estos mensajes telefónicos e informaba de su contenido a Alejandra Fiodorovna.  
Después de la Revolución de Febrero, permaneció voluntariamente en Tsarskoye Selo con la familia del emperador abdicado y, junto con ellos, fue sometido a un régimen confinado. Volkov recordó que después de la llegada del tren real a Tsarskoe Selo el 23 de marzo de 1917, las filas del séquito del soberano partieron directamente del tren: el duque de Leuchtenberg, el general Naryshkin, el ayudante del emperador Mordvinov, para no aparecer junto al emperador abdicado. El 1 de agosto de 1917, siguió voluntariamente a la familia imperial al exilio en Tobolsk. Volkov escribió que antes del golpe bolchevique, durante la estancia de la familia imperial bajo arresto domiciliario en Tsarskoe Selo y Tobolsk, las acciones de la guardia, que trajeron momentos desagradables para los arrestados, no provenían de las malas intenciones de los guardias, sino por la ignorancia de las reglas de etiqueta y las malas maneras de estos últimos.  
En la primavera de 1918, la familia imperial y todo su séquito fueron transferidos a la ración de un soldado. Los exiliados y sus guardias no estaban preparados para tal giro de los acontecimientos, y tuvieron que comprar todas las provisiones diarias con sus propios fondos, que no fueron suficientes. El jefe de la Guardia Eugene Kobilinski al principio logró obtener préstamos para el mantenimiento de prisioneros y guardias, pero a lo largo de los meses posteriores a la llegada al poder de los bolcheviques, los préstamos se otorgaron cada vez con más renuencia. Entonces los propios exiliados decidieron reducir la plantilla de sirvientes. A los despedidos se les pagó un sueldo de dos meses de adelanto y el viaje a sus lugares de residencia. Al resto se les ofreció hacer deducciones de sus salarios. Todos, sin excepción, estuvieron de acuerdo: algunos en la cantidad total, otros en la mitad del salario. Ya al tercer día después de eso, algunos de los empleados despedidos se fueron. Otros permanecieron en Tobolsk durante algún tiempo.  
Volkov acompañó a los zares cuando los trasladaron de Tobolsk a Ekaterimburgo. A su llegada a Ekaterimburgo, justo en la estación de tren, junto a varios otros sirvientes y funcionarios del séquito, fue separado de los soberanos y enviado al departamento político de la prisión de Ekaterimburgo. Arrestados al mismo tiempo y puestos en la misma celda con Volkov estaban el general del séquito Ilya Tatishchev y liberado del servicio en la Casa Ipatiev debido a una enfermedad, poco después el ayuda de cámara del soberano Terenti Chemodurov, a quien, al salir de la Casa Ipatiev, los comisarios no llevaron a la estación, sino a la prisión. Durante la evacuación del Ekaterimburgo Rojo, fue llevado a Perm. Volkov recordó que a la estación de tren él y otras dos prisioneras, también sirvientas de la emperatriz, Anastasia Hendrikova y Catharina Schneider, llegaron en taxis, y la escolta se fue durante mucho tiempo a buscar otro automóvil de prisioneros. Hubo una gran oportunidad de escapar, pero ambas mujeres, sintiéndose enfermas, y una de las cuales ya no era joven, se negaron a correr. Volkov no se atrevió a dejarlas, temiendo un ensañamiento de los carceleros contra ellas como represalia en caso de que solo él escapara. Los sirvientes de Alejandra Fiodorovna viajaron en el mismo vagón con la princesa serbia Elena Petrovna y miembros de la misión de la embajada serbia (El mayor Micic, los soldados Milan Bozic y Abramovich, y el secretario de la misión Smirnov), que venían a rescatar a la primera de la detención, y también fueron arrestados.  
Recluido en el departamento político de la prisión de Perm, en la noche del 3 al 4 de septiembre de 1918, sin cargos, como rehén, entre un grupo de 11 rehenes (6 mujeres y 5 hombres), fue llevado a la ejecución, que estaba previsto que se llevara a cabo en los campos de regadío en la quinta versta del tramo siberiano. A los convoyes de condenados a muerte, encabezados por un comandante vestido con uniforme de marinero, se les dijo que los llevarían a una prisión de tránsito. En el camino, todos los detenidos llevaban sus propias cosas, pero, después de caminar unas cuatro verstas por la carretera, se desviaron hacia los campos, donde los guardias de repente comenzaron a ofrecerse amablemente para llevar cosas y maletas; aparentemente, cada uno de ellos trató de agarrar las cosas de los arrestados por adelantado, para que luego no tuvieran que compartirlas con otros. Volkov, adivinando que los llevaban a la muerte, decidió huir. Aprovechando la oscuridad y la proximidad del bosque, Volkov se fue quedando atrás y pudo escapar de los guardias, quienes dispararon tras él, pero fallaron por poco. Desde el bosque, Volkov escuchó disparos, eran los escoltas disparando a los rehenes restantes.  
Se escondió en los bosques durante un mes y medio, tratando de entrar en territorio controlado por las fuerzas antibolcheviques. Vagó por los bosques, durmió en almiares, entró en pueblos que se topó en el camino, cuyos habitantes simpatizaron con él y le ofrecieron refugio y pan, una vez que casi cayó en manos del Ejército Rojo; después de haber cruzado con seguridad la línea del frente, regresó al Ekaterimburgo blanco, donde se lo suponía muerto. Luego testificó ante un miembro de la corte, Sergeyev, quien estaba llevando a cabo una investigación sobre la desaparición de la familia imperial, después de lo cual regresó a Tobolsk con otros miembros del séquito imperial. En septiembre de 1919, en Omsk, testificó ante el investigador Nikolai Sokolov, quien continuó esta investigación.  
Después de evacuar Omsk en el invierno de 1919-1920, llegó a Harbin, donde el general D. L. Horvat ayudó a Volkov a conseguir un trabajo en el ferrocarril. En 1922 se trasladó a Estonia.

## Rehabilitación
El 16 de octubre de 2009, la Fiscalía General de la Federación Rusa decidió rehabilitar a 52 allegados de la familia real que fueron reprimidos, entre ellos A. A. Volkov..
Alexei Andreevich Volkov murió en Estonia el 27 de febrero de 1929 en Yuriev (Tartu). Fue enterrado en el Cementerio de la Asunción, su segunda esposa, Evgenia Reingoldovna (de soltera, von der Hoven; 1880-1932), está enterrada cerca.

## Composiciones
Mientras estaba en el exilio, escribió sus memorias sobre su servicio con la familia imperial, publicadas en 1928 en París. Los investigadores evaluaron el libro como una importante fuente de información sobre la estancia de la familia real en el exilio y sobre el destino de las personas del séquito real que voluntariamente siguieron a sus señores a Siberia y Ekaterimburgo. En una breve introducción, Volkov escribió:
“Ahora, mirando hacia atrás, no puedo reprocharme el hecho de que, mientras servía a la familia real en sus días felices, me alejé de ella en los días de sus desastres. Saber esto me da tranquilidad. Y seré feliz si mis recuerdos ayudan a restaurar la verdadera apariencia gentil del emperador Nicolás II y limpian la memoria de su esposa e hijos inocentes de la calumnia y la malicia".

## Familia
Casado en junio de 1922, tuvo una hija al año siguiente que vivía en Estonia con su marido, con quien tuvo una hija.